# رستمدار (منطقة)

خريطة شمال إيران خلال الفترة الفاصلة بين العروض الإيرانية. تمثل الحدود الحدود الجغرافية التقليدية لكل منطقة

رويان أو رستمدار هي منطقة جبلية تضم الجزء الغربي من طبرستان (مازندران)، وهي منطقة تقع على ساحل بحر قزوين في شمال إيران.
في الأساطير الإيرانية، تظهر رستمدار كواحدة من الأماكن التي أطلق منها الرامي الأسطوري آراش سهمه، ليصل إلى حافة خراسان ليمثل الحدود بين إيران وطوران. تظهر المنطقة لأول مرة في السجلات التاريخية باعتبارها إحدى أراضي الملك غوشناسب وذريته، الذين خدموا كأتباع للساسانيين، حتى عزلهم ملك الملوك (الشاهنشاه) قباذ الأول (حكم. 488–496، 498–531 م).
أثناء الفتح العربي لإيران، تولى الشاهنشاه يزدجرد الثالث (حكم. 632–651) يقال إنه منح السيطرة على طبرستان للحاكم الدابوي جيل جافوبارا، الذي كان حفيدًا للشاهنشاه جاماسب (حكم. 496–498/9 م). مُنح ابن جيل جافبارا، بادوسبان الأول، السيطرة على رويان في عام 665، وبالتالي شكَّل سلالة بادوسبانيين، التي حكمت المنطقة حتى فتحها الصفويون في تسعينيات القرن السادس عشر.

## التاريخ
رويان هو اسم منطقة جبلية تضم الجزء الغربي من طبرستان (مازندران)، وهي منطقة تقع على ساحل بحر قزوين في شمال إيران. اقترح المستشرق الفرنسي جيمس دارمستيتر أن رويان كان مطابقًا للجبل المسمى راوديتا ("المحمر") في الوثيقة الزرادشتية يشت ورويشنوماند في وثيقة زرادشتية أخرى وهي البونداهيشن. وفقًا للعالم الإيراني في العصور الوسطى البيروني (توفي بعد عام 1050 م)، فقد أطلق الرامي الأسطوري آراش سهمه من رويان إلى حافة خراسان لتحديد الحدود بين إيران وطوران.
تعتبر رويان من بين أراضي ملك محلي يدعى غوشناسب وفقًا لرسالة تانسار، التي كتبها رئيس كهنة ملك الملوك الساساني (الشاهنشاه) أردشير الأول (حكم. 224–242 م). استسلم غوشناسب لأردشير الأول بعد أن ضمن له الاحتفاظ بمملكته. وقد استمر نسله في حكم طبرستان حتى العهد الثاني لقباذ الأول (حكم. 488–496، و498–531 م)، الذي أزاح الأسرة عن السلطة وعين ابنه كاووس بدلًا منه. أثناء الغزو العربي لإيران، تولى الشاهنشاه يزدجرد الثالث (حكم. 632–651 م) المنطقة، ويقال إنه منح السيطرة على طبرستان للحاكم الدابوي جيل جافبارا، الذي كان حفيدًا للشاهنشاه جاماسب (حكم. 496–498/9 م). مُنح ابن جيل جافبارا، بادوسبان الأول، السيطرة على رويان في عام 665، وبالتالي تشكّلت السلالة البادوسبانية، التي حكمت المنطقة حتى تسعينيات القرن السادس عشر. وخلفه ابن آخر، وهو دابويا، كرئيس لأسرة دابويه، وحكم بقية طبرستان.
تمكن آخر حاكم دابوي خورشيد من حماية مملكته ضد الغزوات المستمرة للخلافة الأموية، لكنه هُزم في النهاية في عام 760 على يد خليفتها، الخلافة العباسية. أصبحت طبرستان فيما بعد مقاطعة منتظمة للخلافة، يحكمها حاكم عربي في مدينة آمل، على الرغم من أن السلالات المحلية للباونديين والقرينونيديين والزرمهريديين والبادوسبانيين، التي كانت خاضعة سابقًا للدابويين، استمرت في السيطرة على المناطق الداخلية الجبلية كتابعين تابعين للحكومة العباسية. كان هؤلاء الحكام مستقلين إلى حد كبير، إن لم يكن بالكامل.
وفقًا لجغرافيي القرن العاشر الفارسيين أحمد بن رستة وابن الفقيه، كانت رويان في البداية مقاطعة تابعة للديلم، ولكنها أضيفت إلى طبرستان بعد فتحها من الخلافة. كانت رويان منطقة كبيرة محاطة بجبلين على كل جانب. تمكنت كل مدينة من جمع ما بين 400 إلى 1000 رجل مسلح. الخراج (الضريبة) الذي فرضه الخليفة هارون الرشيد (حكم. 786–809 م) كان 400,050 درهمًا. وكاني الوالي مُتمركزًا هناك، في بلدة كاجيجا. تشير تقارير المؤلفين على ما يبدو إلى وجود منطقة حدودية بين رويان والديلم المستقلة، والتي شملت بلدات جالوس وبلدة المحدثة ومزن. وبسبب الأهمية الإقليمية للبادوسبانيين، أصبحَت رويان معروفةً باسم رستمدار في العصر المغولي، وهو شكل مشوه من لقبهم الملكي، أوستاندار، الذي استخدموه منذ حكم شهريار الثالث بن جمشيد (حكم. 937–949 م).
عُزل البادوسبانيين لفترة وجيزة من السلطة على يد المرعشيين، الذين حكموا رستمدار من عام 1381 حتى عام 1390 م، عندما قرروا تنصيب الأمير البادوسباني سعد الدولة طوس على العرش في رستم دار لتحدي الأمير الأفراسيابي إسكندر الشيخي الذي رافق الحاكم التركي المغولي تيمور (حكم. 1370–1405 م)، الذي كان ينوي غزو مازندران. ومع ذلك، فقد تراسل طوس سرًّا مع إسكندر الشيخي، وانضم في نهاية المطاف إلى قوات تيمور في عام 1392. وفي العام التالي (1393)، طرد تيمورلنك المرعشيين واستولى على مازندران. وفي عامي 1399/1400، حَرَم البادوسبانيين من معظم ممتلكاتهم بإرسال قواته لإدارة معظم رستمدار. أصبحت ممتلكات الحاكم البادوسباني الجديد كايومارث الأول الآن مقتصرة على قلعة نور. ومع ذلك، في عام 1405، أعاد حكمه في رستمدار. توفي سنة 1453م. بعد وفاته، أعقب ذلك صراع أُسري، مما أدى إلى تقسيم مملكته على يد أبنائه إسكندر الرابع وكاوس الثاني، في كوجور ونور على التوالي. لم تتمكن سلالة البادوسبانيين من الاتحاد مرة أخرى، حيث حكم الفرعان بشكل منفصل حتى خُلعَت في نهاية المطاف في تسعينيات القرن السادس عشر على يد الملك الصفوي في إيران، عباس الكبير (حكم. 1588–1629 م).

## ملحوظات
1. ↑  كان اسم طبرستان هو الاسم السائد للمنطقة حتى القرن الحادي عشر، عندما تم استبداله بـ مازندران.[1]